# Ardisia omissa
Ardisia omissa C.M.Hu – gatunek roślin z rodziny pierwiosnkowatych (Primulaceae). Występuje naturalnie w Chinach – w prowincjach Guangdong i Kuangsi. 

## Morfologia
PokrójZimozielony półkrzew dorastający do 10 cm wysokości.
LiścieBlaszka liściowa ma podługowato eliptyczny kształt. Mierzy 8–16,5 cm długości oraz 2,5–6 cm szerokości, jest karbowana na brzegu, ma tępą lub klinową nasadę i tępy wierzchołek. Ogonek liściowy jest owłosiony i ma 3–4 mm długości.
KwiatyZebrane w wierzchotkach przypominających baldachy, wyrastają z kątów pędów. Mają działki kielicha o podługowato lancetowatym kształcie i dorastające do 3 mm długości. Płatki są owalne i mają różową barwę oraz 4 mm długości.
OwocPestkowce mierzące 4-5 mm średnicy, o kulistym kształcie.

## Biologia i ekologia
Rośnie w lasach oraz na brzegach cieków wodnych. Występuje na wysokości od 200 do 700 m n.p.m.